# فيلي بيترز (لاعب دوري الرغبي)
فيلي بيترز (بالإنجليزية: Willie Peters)‏ هو لاعب دوري الرغبي أسترالي، ولد في 1 مارس 1979 في سيدني في أستراليا.